# Birmingham
Birmingham (/ˈbɜːmɪŋəm/) es una ciudad y un municipio metropolitano situado en el condado metropolitano de las Tierras Medias Occidentales (en inglés, West Midlands), en la región de las Tierras Medias Occidentales de Inglaterra (Reino Unido). Según el censo de 2021, tiene una población de 1 144 919 habitantes.
Por su población, es la segunda ciudad más importante y poblada del país después de Londres. La reputación de la ciudad se forjó como la locomotora de la Revolución Industrial en Reino Unido, siendo conocida como «El taller del mundo» o la «Ciudad de los Mil Oficios».
Forma parte de la gran conurbación de West Midlands, la cual tiene una población de 2 440 986 habitantes (censo de 2011) e incluye varias ciudades y municipios vecinos, como Coventry, Solihull, Wolverhampton y los pueblos del Black Country. A los nativos de Birmingham se les conoce como brummies, un término que deriva del sobrenombre de la ciudad (Brum).

## Gobierno

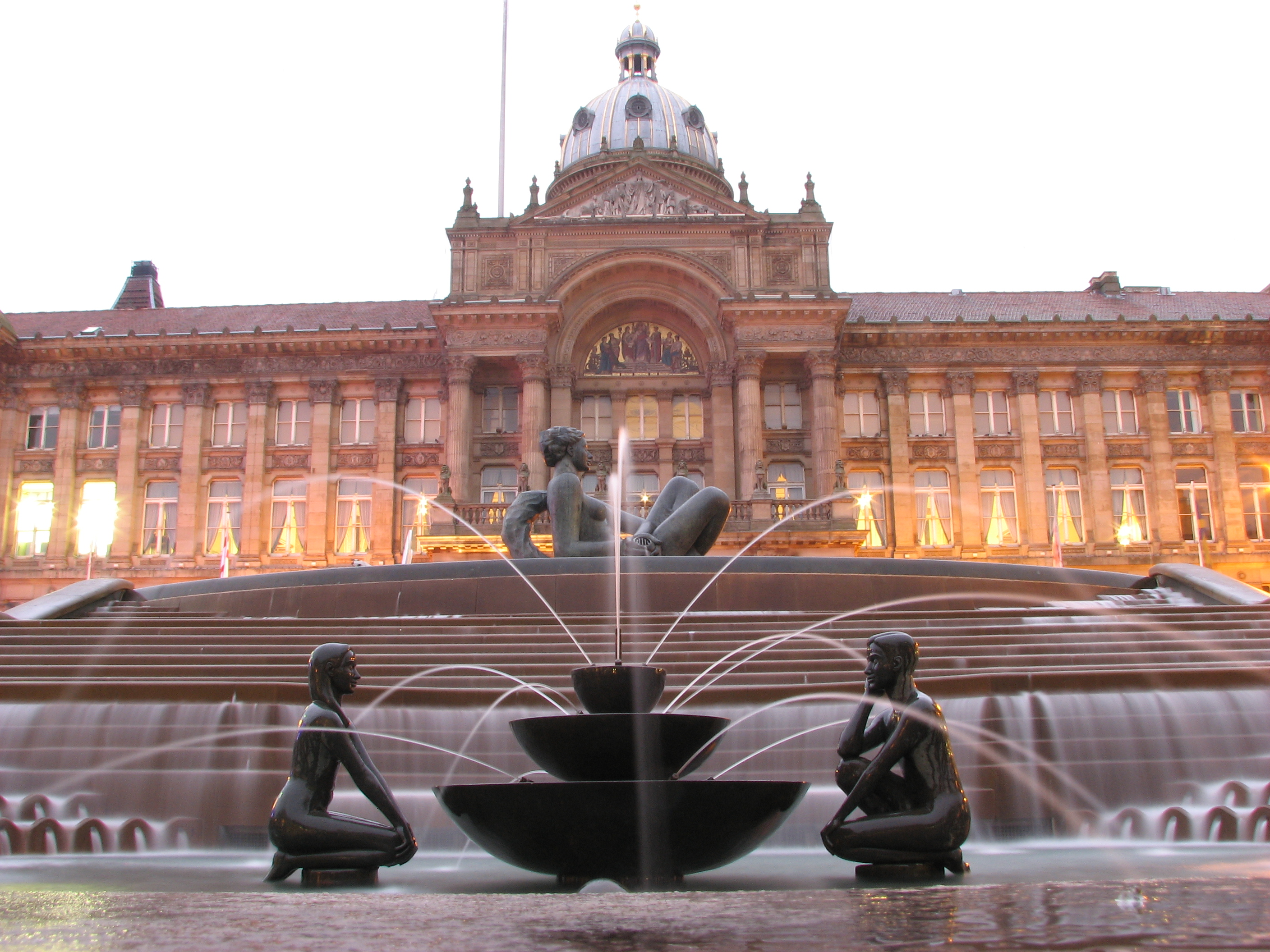
Casa Consistorial de Birmingham, sede del Ayuntamiento de Birmingham.

El Concejo de la ciudad de Birmingham es la autoridad local más grande de Europa en términos de población. Lo integran 101 concejales que representan 69 wards. Su sede se encuentra en la Casa Consistorial, en la plaza Victoria.
El máximo cargo ejecutivo corresponde al denominado leader, que junto con el Gabinete toma todas las decisiones significativas de la ciudad (con excepción de asuntos de planificación y licencias). Los miembros del Gabinete son concejales con una responsabilidad especial por una parte de las actividades del Concejo (por ejemplo, Salud).
También existe el cargo honorífico de Lord Mayor, que le fue conferido a la ciudad en 1898.
La ciudad posee diez circunscripciones electorales parlamentarias, que están representadas en la Cámara de los Comunes del Reino Unido, en 2023, por ocho miembros laboristas y dos conservadores.
Birmingham originalmente fue parte de Warwickshire, pero su expansión a finales del siglo XIX y principios del siglo XX, absorbió partes de Worcestershire al sur y Staffordshire al norte y al oeste. La ciudad absorbió Sutton Coldfield en 1974 y se convirtió en un municipio metropolitano en el nuevo condado de West Midlands.
Un órgano de gobierno de nivel superior, el West Midlands Combined Authority (WMCA) entró en funciones en abril de 2016. El WMCA tiene autoridad en materia de transporte, planificación del desarrollo y crecimiento económico. La Autoridad es gobernada por un alcalde elegido directamente, similar al alcalde de Londres.

## Geografía
Birmingham está situada en el centro de la región de West Midlands de Inglaterra, en la meseta de Birmingham. Se trata de unas tierras relativamente altas para el promedio del país. Oscilan entre los 150 y los 300 m de altitud sobre el nivel del mar. Por lo demás, la zona está atravesada por la principal red hidrográfica que recorre Gran Bretaña de norte a sur: las cuencas de los ríos Severn y Trent.
Al suroeste de la ciudad se encuentran las colinas de Lickey, Clent y Walton, que alcanzan una altitud de 315 m y tienen amplias vistas sobre la ciudad. Birmingham tiene solo algunos arroyos y pequeños ríos, principalmente el río Tame y sus afluentes, el Cole y el Rea.
La ciudad de Birmingham forma una conurbación con la ciudad en gran parte residencial de Solihull en el sureste, y con la ciudad de Wolverhampton y las ciudades industriales del Black Country en el noroeste: todo ello conforma el área urbana de West Midlands, que cubre una extensión de 59 972 hectáreas (600 km² o 2232 millas cuadradas). Alrededor de esta zona se encuentra el área metropolitana de Birmingham, esto es, un territorio que está vinculado muy estrechamente a la ciudad, ya que muchas de las personas que viven en esa zona se desplazan a diario hasta la urbe para trabajar en ella. 
En dicha área metropolitana se localiza Tamworth, la antigua capital del Reino de Mercia, y Lichfield, con su imponente catedral (al norte); la ciudad industrial de Coventry y las pequeñas poblaciones de Warwickshire, como Nuneaton, Warwick y Royal Leamington Spa (al este); y las ciudades del condado de Worcestershire, como Redditch y Bromsgrove (al suroeste).
Gran parte de la zona que hoy ocupa estaba cubierta por la parte septentrional del antiguo bosque de Arden. Prueba de la existencia de aquel antiguo robledal son los numerosos robles que aún sigue habiendo en la ciudad. Igualmente, no es casualidad que muchos distritos tengan nombres acabados en "-ley" (es el caso de Moseley, Saltley, Yardley, Stirchley y Hockley), puesto que esa raíz deriva del antiguo inglés "leah", que significa "bosque de compensación".

### Clima
El clima de Birmingham está clasificado como clima templado marítimo, al igual que el de gran parte de las islas británicas, con una temperatura media máxima en verano (en el mes de julio) de alrededor de 21.5 °C (70.7 °F) y en invierno (en el mes de enero) de alrededor de 6.5 °C (43.7 °F).
La temperatura máxima absoluta, registrada en agosto de 1990, fue de 34.9 °C (94.8 °F). Las temperaturas extremas son raras, pero la ciudad ha sido conocida por experimentar tornados. El más reciente, en julio de 2005, se produjo en el sur de la ciudad y dañó casas y negocios en la zona.
Al igual que la mayoría de otras grandes ciudades, Birmingham sufre de manera considerable lo que se conoce como efecto de "isla de calor urbano". Así, por ejemplo, durante la noche más fría registrada hasta la fecha (la del 14 de enero de 1982), la temperatura cayó hasta -20.8 °C (-5.4 °F) en el aeropuerto de Birmingham, en el margen oriental de la ciudad, pero fue de sólo -12,9 °C (8.8 °F) en Edgbaston, cerca del centro urbano.
En relación con otros grandes centros urbanos del Reino Unido, Birmingham es una ciudad en la que nieva con cierta frecuencia, debido a su localización interior y a su relativa altitud. Para el período 1961-1990, Elmdon tuvo un promedio de 13 días de nieve al año (en comparación con 5.33 en el aeropuerto de Londres, Heathrow), [84] y esto a pesar de ser Elmdon una de las partes menos elevadas de la ciudad y, por tanto, menos propensas a registrar fuertes nevadas. La nieve a menudo pasa a través de la ciudad por la brecha de Cheshire, en dirección norte-oeste, pero también puede proceder de corrientes que circulan de norte a este desde el mar del Norte.
En el período 1971-2000, el día más caluroso del año suele tener una temperatura promedio de 28,8 °C (83,8 °F) y la noche más fría suele registrar de promedio -9 °C (15.8 °F).
| Parámetros climáticos promedio de Birmingham Elmdon, 99m asl, 1971–2000, extremes 1901– (sunshine 1961–1990). | Parámetros climáticos promedio de Birmingham Elmdon, 99m asl, 1971–2000, extremes 1901– (sunshine 1961–1990). | Parámetros climáticos promedio de Birmingham Elmdon, 99m asl, 1971–2000, extremes 1901– (sunshine 1961–1990). | Parámetros climáticos promedio de Birmingham Elmdon, 99m asl, 1971–2000, extremes 1901– (sunshine 1961–1990). | Parámetros climáticos promedio de Birmingham Elmdon, 99m asl, 1971–2000, extremes 1901– (sunshine 1961–1990). | Parámetros climáticos promedio de Birmingham Elmdon, 99m asl, 1971–2000, extremes 1901– (sunshine 1961–1990). | Parámetros climáticos promedio de Birmingham Elmdon, 99m asl, 1971–2000, extremes 1901– (sunshine 1961–1990). | Parámetros climáticos promedio de Birmingham Elmdon, 99m asl, 1971–2000, extremes 1901– (sunshine 1961–1990). | Parámetros climáticos promedio de Birmingham Elmdon, 99m asl, 1971–2000, extremes 1901– (sunshine 1961–1990). | Parámetros climáticos promedio de Birmingham Elmdon, 99m asl, 1971–2000, extremes 1901– (sunshine 1961–1990). | Parámetros climáticos promedio de Birmingham Elmdon, 99m asl, 1971–2000, extremes 1901– (sunshine 1961–1990). | Parámetros climáticos promedio de Birmingham Elmdon, 99m asl, 1971–2000, extremes 1901– (sunshine 1961–1990). | Parámetros climáticos promedio de Birmingham Elmdon, 99m asl, 1971–2000, extremes 1901– (sunshine 1961–1990). | Parámetros climáticos promedio de Birmingham Elmdon, 99m asl, 1971–2000, extremes 1901– (sunshine 1961–1990). |
| Mes | Ene. | Feb. | Mar. | Abr. | May. | Jun. | Jul. | Ago. | Sep. | Oct. | Nov. | Dic. | Anual |
| --- | --- | --- | --- | --- | --- | --- | --- | --- | --- | --- | --- | --- | --- |
| Temp. máx. abs. (°C)                                                                                          | 15.0 | 18.1 | 23.7 | 26.0 | 30.0 | 31.6 | 32.9 | 34.9 | 29.8 | 26.8 | 18.7 | 15.7 | 34.9 |
| Temp. máx. media (°C)                                                                                         | 6.6 | 7.0 | 9.7 | 12.1 | 15.8 | 18.5 | 21.4 | 21.0 | 17.7 | 13.6 | 9.5 | 7.3 | 13.4 |
| Temp. mín. media (°C)                                                                                         | 1.2 | 0.9 | 2.4 | 3.5 | 6.2 | 9.3 | 11.5 | 11.2 | 9.1 | 6.3 | 3.4 | 2.0 | 5.6 |
| Temp. mín. abs. (°C)                                                                                          | -20.8 | −13.7 | −11.6 | −6.6 | -3.8 | -0.8 | 1.2 | 2.2 | -1.8 | -6.8 | −8.9 | −18.5 | −20.8 |
| Precipitación total (mm)                                                                                      | 66.21 | 48.71 | 50.17 | 48.21 | 48.73 | 59.94 | 43.53 | 60.27 | 61.82 | 62.62 | 62.34 | 69.97 | 662.69 |
| Horas de sol                                                                                                  | 49.7 | 60.0 | 101.5 | 129.2 | 178.0 | 186.2 | 181.0 | 166.8 | 134.3 | 97.2 | 64.2 | 46.9 | 1395 |
| Fuente n.º 1: Royal Dutch Meteorological Institute date=November 2011                                         | | | | | | | | | | | | | |
| Fuente n.º 2: National Oceanic and Atmospheric Administration date=November 2011                              | | | | | | | | | | | | | |

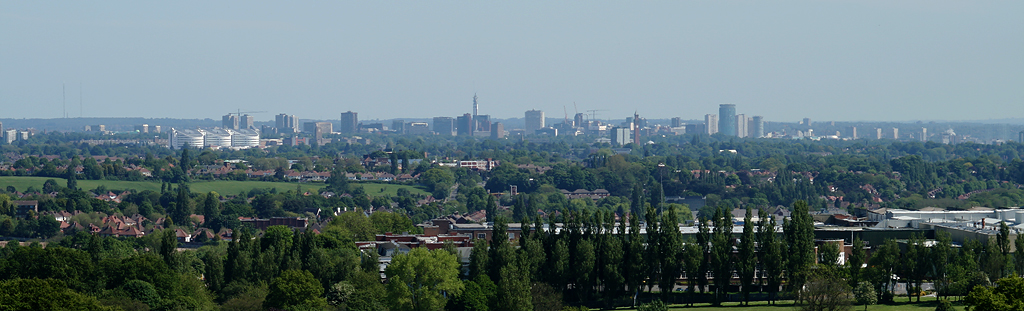
Vista de las colinas de Lickey Hills, con panorámica de la ciudad al fondo.

## Demografía

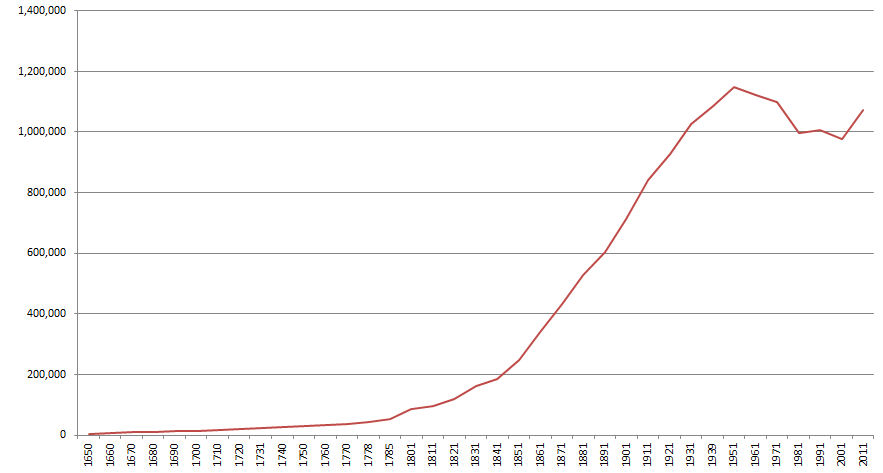
Población histórica de Birmingham, entre 1651 y 2011.

Birmingham es la ciudad británica más poblada del Reino Unido después de Londres. Según el censo de 2021, tiene una población de 1 144 919 habitantes, lo que representa un aumento del 6.7% respecto al censo de 2011. El área de Midlands Urban West tiene una población de 2.440.986 (censo de 2011). El área metropolitana de Birmingham es también la segunda más poblada del Reino Unido, con una población de 3.683.000. Según el censo británico de 2001, la población de Birmingham era de 977087 habitantes, después de haber caído desde que alcanzó un máximo de 1.112.685 en el censo de 1951.
La densidad de población es de 4275 hab./km².
Según el censo de 2021, las mujeres representan el 51.1 % de la población y los hombres, el 48.9 %. El 65.9 % de la población tiene entre 15 y 64 años.
Birmingham es una ciudad diversa étnica y culturalmente. Según el censo de 2021, el 48.7% de los habitantes son blancos (el 42.9% son de origen británico, el 1.5 son de origen irlandés, el 4.0% son de otro origen, el 0.2% son gitanos y el 0.1% son nómadas irlandeses); el 31.0 % son asiáticos (el 17.0% son pakistaníes, el 5.8% son indios, el 4.2% son de Bangladés, el 1.1% son chinos y el 2.9% son de otros orígenes) el 10.9 % son afrodescendientes (el 5.8% son africanos, el 3.9% son caribeños y el 1.2% son de otros orígenes); el 4.8 son de una mezcla de razas; el 1.7% son árabes, y el 2.9% son de otras razas.

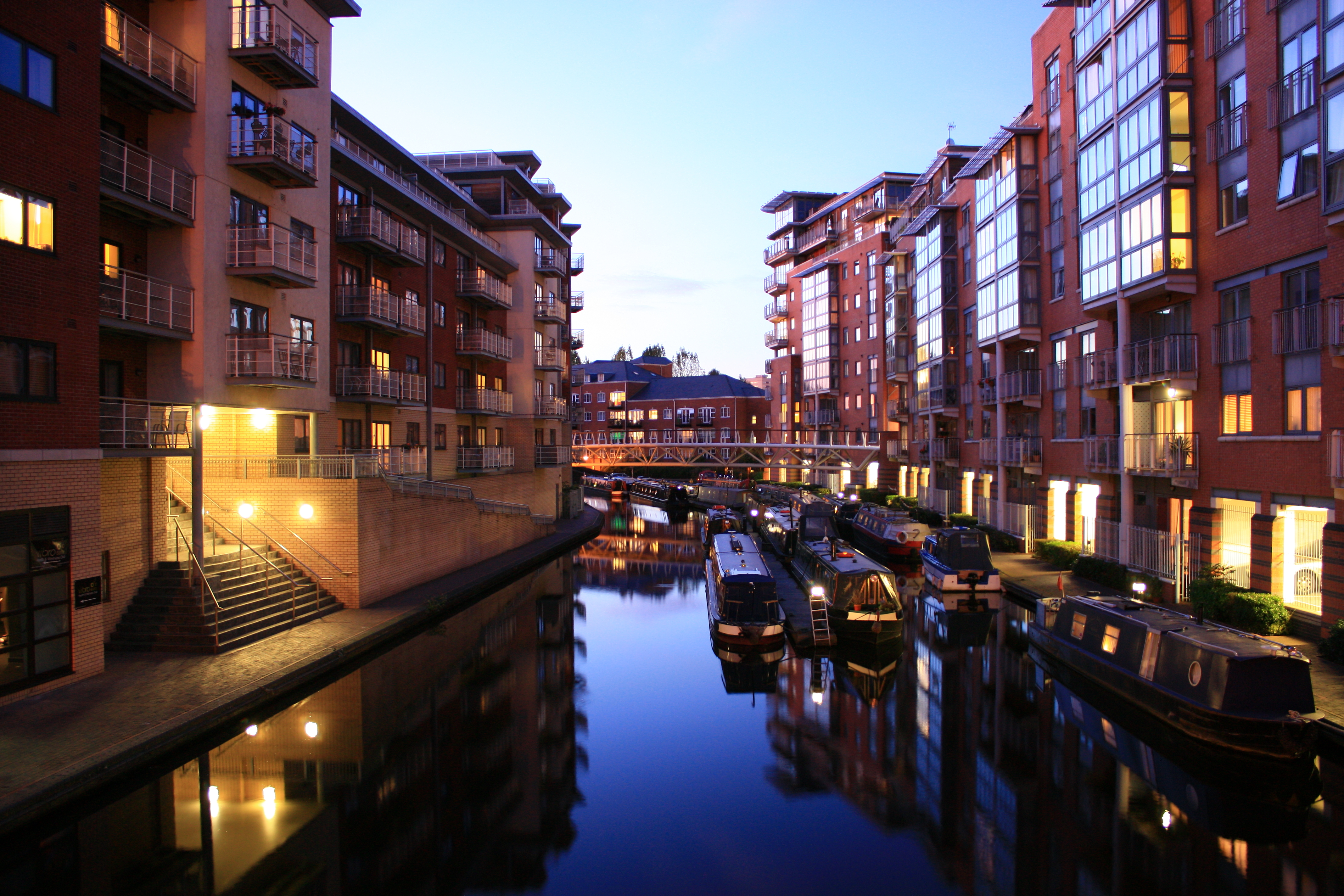
Alta densidad en apartamentos en el centro de la ciudad.

En 2011, el 57% de los alumnos de primaria y el 52% de los de secundaria procedían de familias británicas no blancas.
La zona urbana más grande de Birmingham (Larger Urban Zone o LUZ en inglés) tenía una población de 2.357.100 en 2004, según cálculos de Eurostat. Además de la propia Birmingham, la LUZ incluye los municipios metropolitanos de Dudley, Sandwell, Solihully, Walsall, junto con los distritos de Lichfield, Tamworth, North Warwickshire y Bromsgrove.

## Religión
El cristianismo es la religión mayoritaria de Birmingham. El 34.0% de sus habitantes se definen como cristianos, según el censo de 2021. Sin embargo, el perfil religioso de la ciudad es muy diverso. De hecho, al margen de Londres, Birmingham acoge las mayores comunidades musulmanas, sijs y budistas del Reino Unido. Igualmente, acoge la segunda comunidad hinduista más nutrida del país y la séptima comunidad judía. Entre los censos de 2011 y 2021, la proporción de cristianos descendió en Birmingham desde el 46.1% al 34.0%, mientras que la proporción de musulmanes aumentó del 21.8% al 29.9%, y el porcentaje de personas sin ningún tipo de filiación religiosa pasó del 19.3% al 24.1%. Por su parte, las restantes religiones permanecieron con porcentajes similares.
Birmingham cuenta con tres catedrales. La de San Felipe es la catedral anglicana: se trata de una antigua iglesia parroquial del siglo XVIII, elevada al rango de catedral el 13 de enero de 1905. La catedral católica de San Chad es la sede de la arquidiócesis de Birmingham y está dedicada a San Chad de Mercia, un eclesiástico anglosajón del siglo VII. Por último, la catedral ortodoxa está dedicada a la Dormición de la Virgen y al Apóstol San Andrés. Aparte de estas tres catedrales, se está construyendo una cuarta para la comunidad copta de la diócesis de los Midlands.
La sinagoga judía más antigua que se ha conservado en Birmingham es la de la calle Severn. Erigida en 1813, y reconstruida entre 1825 y 1827 en estilo neogriego, es en la actualidad una logia masónica.
Finalmente, el Gurú Nanak Nishkam Sewak Jatha es el principal gurdwara o centro de culto sij de la ciudad y fue construido en la Soho Road, en Handsworth, a finales de la década de 1970, mientras que los fieles budistas cuentan, desde la década de 1990, con la pagoda Dhammatalaka, cerca de Edgbaston Reservoir.

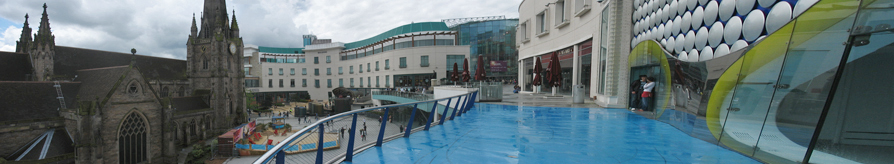
El Bullring

### El Islam en Birmingham
En el censo de 2011, el 21,8 % de la población de Birmingham se identificó como musulmana. Se trata de un porcentaje significativamente más alto que el promedio de Inglaterra y País de Gales, en donde era del 4,8 %. La comunidad musulmana de Birmingham es considerada como una de las más diversas después de la de Londres, con un amplio espectro de personas originarias de África, Asia occidental y otros países asiáticos. Aunque los primeros musulmanes que llegaron a Birmingham e Inglaterra procedían de Yemen y de lo que hoy en día es Bangladés, son los pakistaníes los que constituyen el mayor grupo de musulmanes instalados en la actualidad en Birmingham. Otros musulmanes que han llegado recientemente a la urbe provienen de Somalia, de Kosovo y de Argelia y los países vecinos. La mayoría de los musulmanes de la ciudad continúan siendo personas nacidas en el extranjero, a pesar de que se dice que la mitad de la población musulmana del Reino Unido ha nacido ya en el país o está formada por británicos que se han convertido.
La primera mezquita en Birmingham se estableció en una casa adosada de Balsall Heath. En la década de 1960, sin embargo, los musulmanes de la ciudad concibieron el proyecto de crear una Gran Mezquita Central en Belgrave Middleway, Highgate, que abrió finalmente en 1975 y que desde entonces ha conocido un enorme éxito: no solo es la mayor mezquita de Europa Occidental, sino que también funciona como uno de los centros islámicos más grandes y prominentes de Gran Bretaña.
Actualmente hay algo más de 200 mezquitas en la ciudad, entre las que se cuentan antiguos almacenes, iglesias y salas de cine, así como hogares y escuelas, reconvertidos en centros de culto. Aparte de la Gran Mezquita Central en Belgrave Middleway, hay otras mezquitas prominentes y centros islámicos de la ciudad, entre los que destacan la Central Jamia Masjid Ghamkol Sharif (ubicada en Poet's Corner, en Golden Hillock Road, Sparkhill), la Coventry Road Mosque, la Green Lane Mosque (una antigua gran biblioteca, situada en Green Lane, Small Heath, y reconvertida ahora en un moderno centro islámico reformado, sede del Jamiat Ahl-e-Hadith del Reino Unido) y la "Amaanah", también conocida como Bordesley Centre, en Camp Hil. Esta última, dirigida por la Muath Welfare Trust, fue fundada por la comunidad yemení de la ciudad y ha sido renovada recientemente gracias a una generosa subvención del gobierno, para que continúe proporcionando servicios educativos y espirituales a la gran comunidad musulmana de toda la ciudad.
Birmingham es también la sede de numerosas escuelas islámicas y cuenta con numerosas librerías y bibliotecas musulmanas, incluyendo los centros de exposiciones del Centro Internacional para la Propagación Islámica (IPCI, en sus siglas en inglés), uno de los organismos del Reino Unido con más tradición en la dawwa o acción de predicar la fe islámica. La ciudad también cuenta con un Consejo de la Sharia, dirigido desde la Gran Mezquita Central de Birmingham.

## Educación

### Educación superior

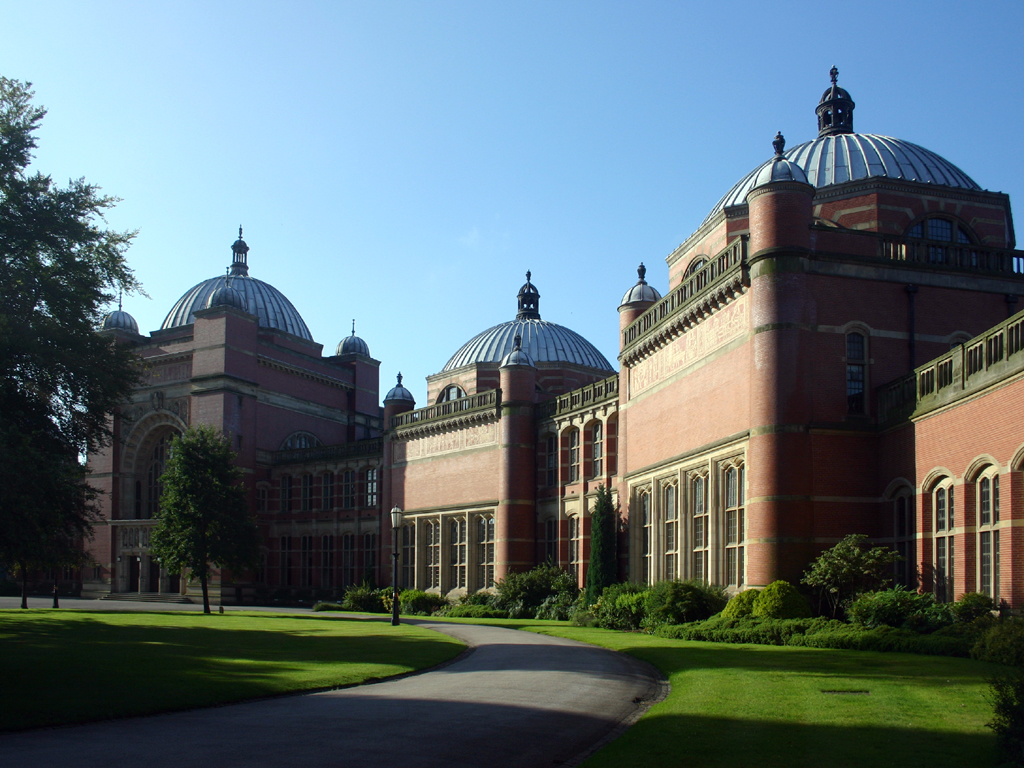
La Universidad de Birmingham es una de las universidades más grandes del Reino Unido.

Birmingham posee un total de cinco universidades: Universidad de Aston, Universidad de Birmingham, Birmingham City University, University College Birmingham y Newman University. Asimismo, alberga los principales campus de la University of Law y BPP University, como también la Universidad Abierta del Reino Unido tiene su base regional para West Midlands en la ciudad. En el ciclo 2010-11, Birmingham tuvo una población universitaria de 78 259 estudiantes entre 18 a 74 años de edad, siendo la segunda ciudad británica en este rubro detrás de Londres. Es la segunda ciudad del Reino Unido con mayor cantidad de estudiantes de investigación, con una cifra estimada en 32 690.

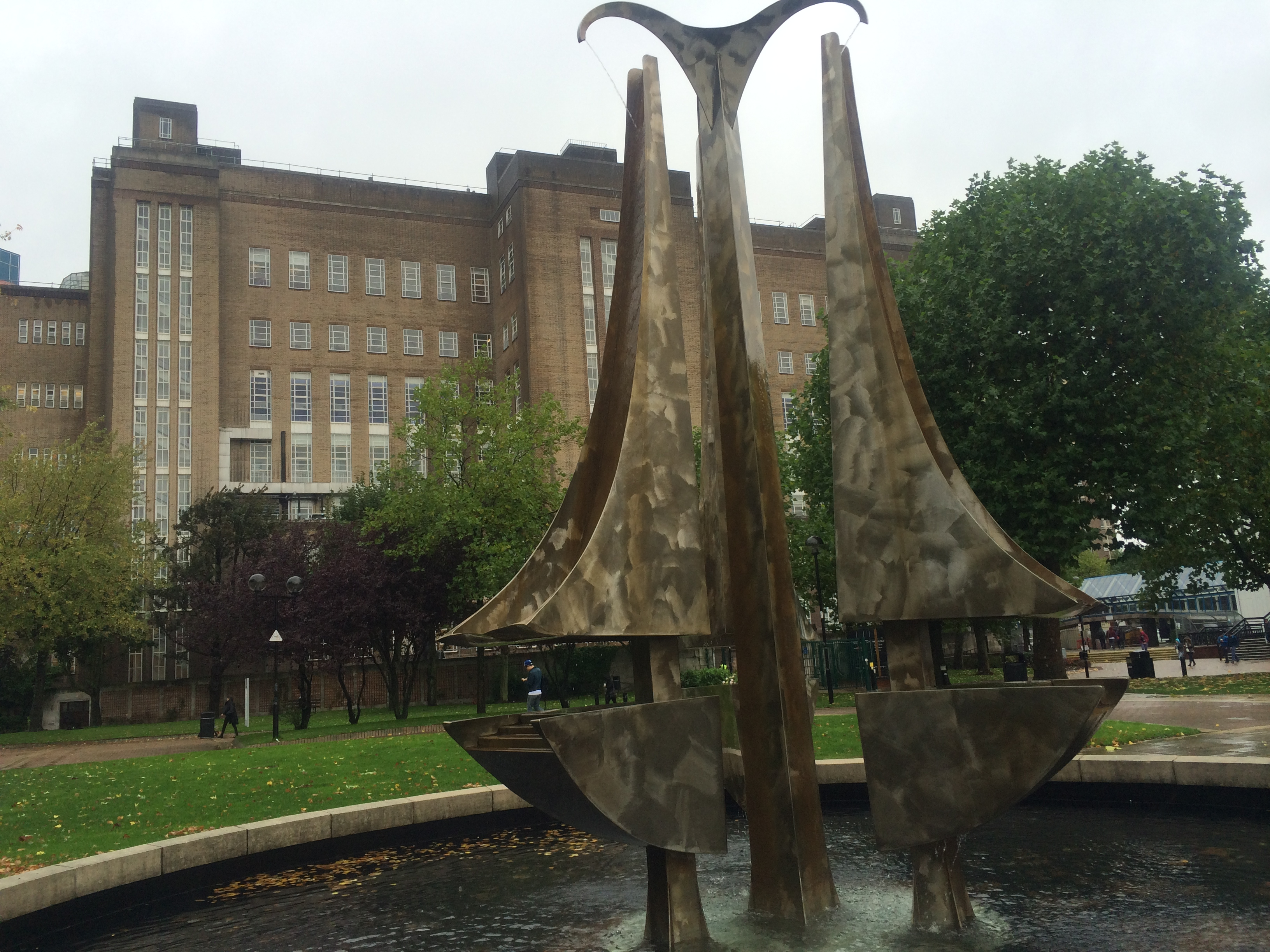
Aston University.

La Birmingham Business School, fundada por el economista William Ashley en 1902, es la escuela de negocios más antigua del Reino Unido. Las otras escuelas de negocios birmighenses son la Aston Business School, que forma parte del 1 % —a nivel mundial— de las escuelas de negocios acreditadas con la Triple Corona, y la Birmingham City Business School. El Conservatorio de Birmingham, la Birmingham School of Acting y la Birmingham Institute of Art and Design forman parte de la Birmingham City University y ofrecen educación superior en las materias artísticas específicas.
Birmingham es un centro importante de educación religiosa. El St Mary's College es uno de los tres seminarios de la Iglesia católica en Inglaterra y Gales; como así Woodbrooke es la único centro de estudio perteneciente a una Sociedad Religiosa de los Amigos en toda Europa.

## Economía

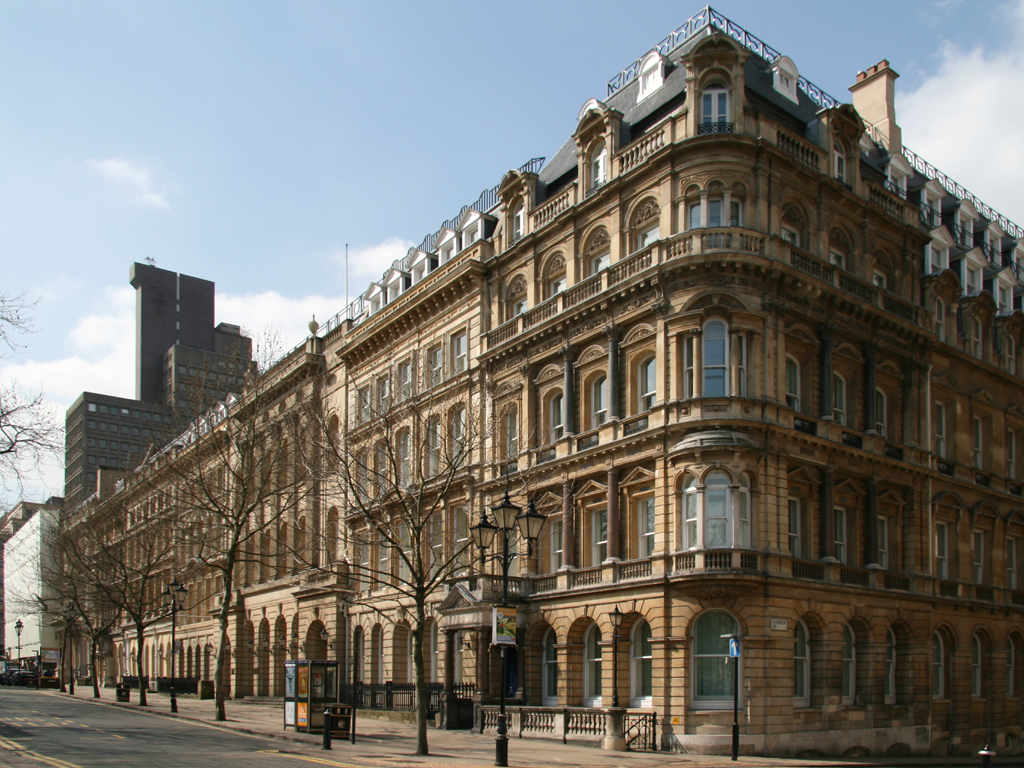
Colmore Row, en el corazón del distrito financiero de Birmingham.

Con un PIB de US $ 90 mil millones (2008 est, PPP), la aglomeración urbana alrededor de Birmingham tiene la segunda economía más grande del Reino Unido y la 72.ª más grande en el mundo. Aunque la ciudad creció en importancia como centro de fabricación e ingeniería, hoy su economía está dominada por el sector de servicios, que en 2008 representaron el 86 % de su empleo. Birmingham es el mayor centro para el empleo en la administración pública, la educación y la salud en Gran Bretaña, y después de Leeds y Glasgow es el tercer centro más grande en cuanto a empleos en banca, finanzas y seguros fuera de Londres. Está clasificada como una ciudad de beta-mundo por la globalización y la Red Mundial de Investigación de Ciudades.
Dos de los mayores bancos de Gran Bretaña se fundaron en Birmingham: el Lloyds Bank (hoy Lloyds Banking Group), creado en 1765; y el Midland Bank (ahora HSBC Bank), fundado en 1836. En 2010, Cushman & Wakefield indicaron que Birmingham fue el tercer mejor lugar en el Reino Unido para establecer un negocio, y el 18.º mejor en Europa. Con una facturación anual de £ 2.43bn, Birmingham es la tercera ciudad comercial del Reino Unido.
El sector manufacturero representa el 10 % del empleo en Birmingham, una cifra inferior a la media de la Gran Bretaña en su conjunto. A pesar de la decadencia de las manufacturas en la ciudad, varias plantas industriales siguen siendo importantes, incluyendo la de Jaguar Cars en Castle Bromwich y la de Cadbury Trebor Bassett en Bournville.
En 2019 quedó abierta al público en la ciudad la tienda más grande del mundo de la empresa Primark, que incluye un salón de belleza, una barbería y un Disney Café.

## Transporte
En parte debido a su localización, Birmingham es un importante centro de transporte con importantes autopistas, líneas de ferrocarril y redes de canales.
El transporte público local se realiza en autobús, tren de cercanías y tranvía. Las rutas de autobús son operadas principalmente por National Express West Midlands, que representa más del 80 % de los viajes en autobús en Birmingham; sin embargo, hay registradas alrededor de otras 50 pequeñas compañías de autobuses. La estación de tren principal, llamada Birmingham New Street, es la más activa en el Reino Unido, solo superada por las de Londres, y es utilizada por más de 40,1 millones de personas al año.
|  | Aeropuerto                             | Código IATA | Código OACI |
|  | -------------------------------------- | ----------- | ----------- |
|  | Aeropuerto Internacional de Birmingham | BHX         | EGBB        |

El aeropuerto, situado a seis millas al este del centro de la ciudad, en el municipio vecino de Solihull, es el séptimo más transitado por tráfico de pasajeros en el Reino Unido, y el segundo más transitado fuera del área de Londres. Se trata de una importante base de aerolíneas, incluidas Ryanair y TUI Airways, y está conectado con los principales centros internacionales, como Dubái, Newark (Nueva Jersey), Fráncfort del Meno, Múnich, París-CDG y Ámsterdam.

## Cultura
- Festival de Cine de Birmingham

## Música

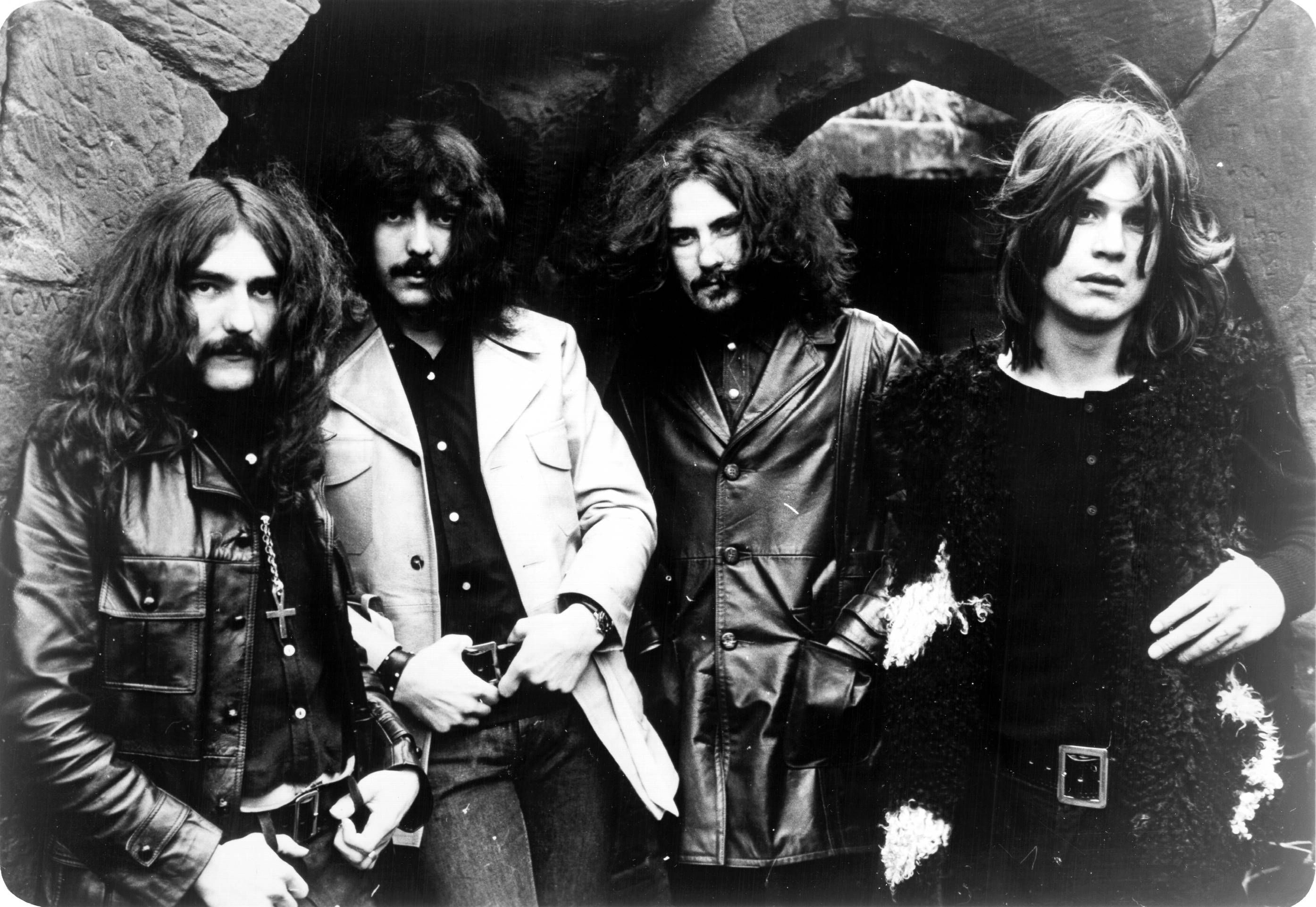
Black Sabbath, banda creadora del heavy metal.

En cuanto a la música, Birmingham es conocida como la cuna del heavy metal, ya que en ella se formaron dos bandas que desempeñaron un gran papel en la creación de este estilo musical, Black Sabbath y Judas Priest. Por aquel tiempo, también se creó allí la banda The Move, cuyos miembros formaron allí mismo la banda de rock sinfónico y progresivo Electric Light Orchestra y la glam Wizzard. El grindcore también fue creado en esta ciudad, ya que es la ciudad en la que se formó Napalm Death, banda pionera del género. También se fundó allí la banda de rock sinfónico The Moody Blues. A finales de la década de 1970, se convirtió, como muchas otras ciudades importantes del Reino Unido, en una de las sedes de la escena punk y, posteriormente, New Wave, generando artistas como Suburban Studs, Swell Maps, Toyah, Duran Duran, Dexy's Midnight Runners, The Nightingales, The Au Pairs, etc., aunque también representantes de géneros orientados al reggae y el dub, como UB40, The Beat, Fashion, The Specials, Steel Pulse, entre otros. También nació aquí Bradley William Simpson, cantante principal del grupo de pop juvenil aparecido a principios de 2012 The Vamps.
El jazz también ha sido popular en la ciudad desde los años 20 y hay muchos festivales entre los que destacan The Harmonic festival, the Mostly Jazz festival y el Festival Internacional Anual de Jazz.
Por otro lado también destaca el techno con artistas como Surgeon por haber dado vida al género musical Birmingham Techno. Este tipo de música se extendió llegando a clubs tan importantes en Europa como Tresor en Berlín y posteriormente extendiéndose por toda Europa.
Algunos de los músicos más importantes de la ciudad son: Jeff Lynne, Ozzy Osbourne, Tony Iommi, Bill Ward, Geezer Butler, John Lodge, Roy Wood, Joan Armatrading, Toyah Willcox, Denny Laine, Sukshinder Shinda, Apache Indian, Steve Winwood, Jamelia, Oceans Ate Alaska, Fyfe Dangerfield y Laura Mvula.

## Deportes

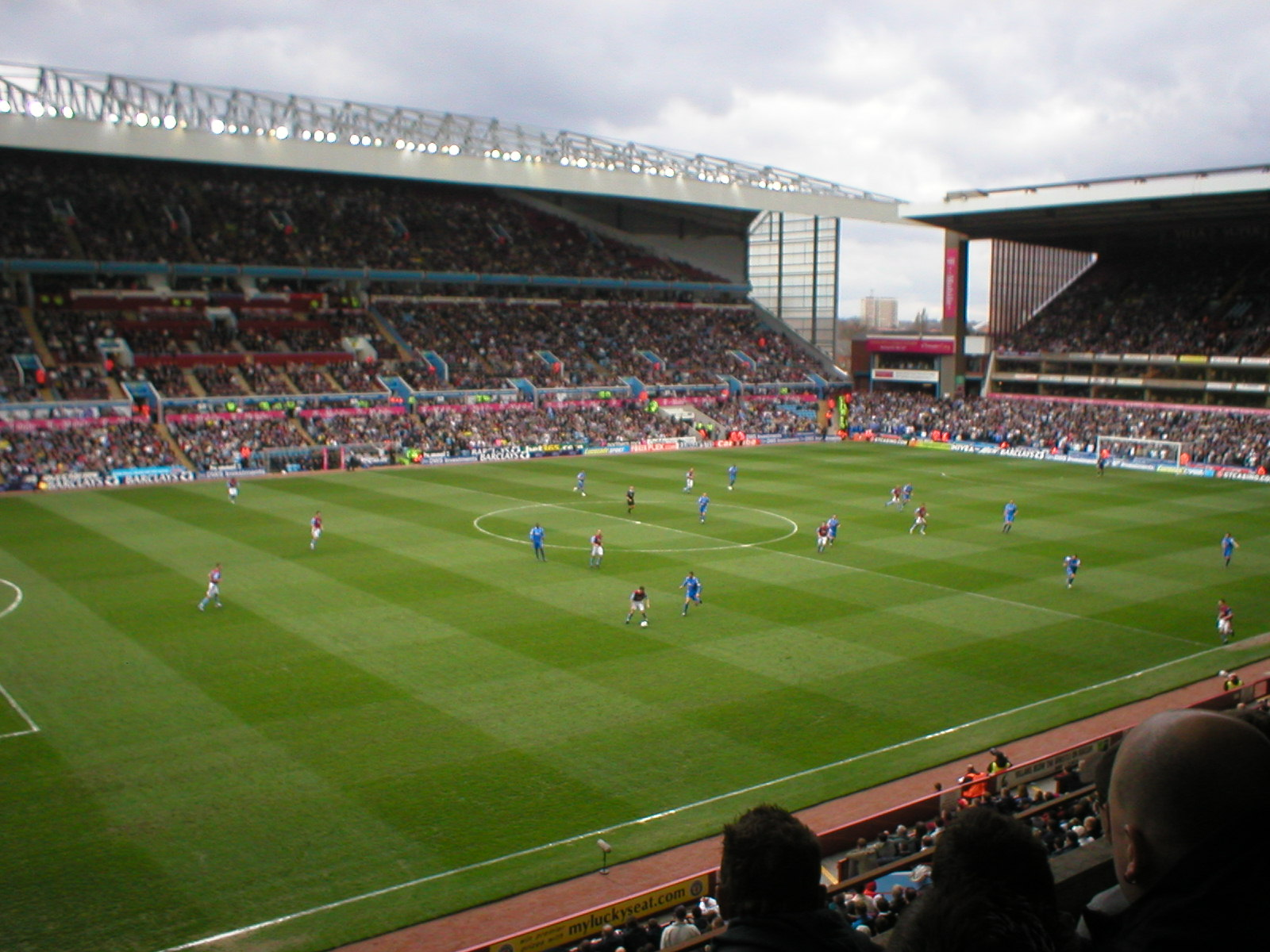
Partido entre el Aston Villa y el Birmingham City en el Villa Park.

Birmingham ha desempeñado un papel importante en la historia del deporte inglés. La Football League fue el primer campeonato de liga más antiguo del mundo y fue fundada por el birminghense William McGregor, director del Aston Villa, quien le escribió una carta al comité de su club, así como a los de distintos clubes del país proponiendo, «que diez o doce de los clubes más importantes de Inglaterra se combinen para organizar partidos en casa y a domicilio cada temporada». El tenis moderno fue desarrollado entre 1859 y 1865 por Harry Gem y su amigo Augurio Perera en la casa de Perera en Edgbaston, donde se encuentra el Edgbaston Archery and Lawn Tennis Society, que se mantiene en la actualidad como el club de tenis más antiguo del mundo. La Birmingham and District Cricket League es la liga de críquet más antigua del mundo. Además, Birmingham fue sede del primer Campeonato Mundial de Críquet en 1973. La ciudad fue la primera en recibir la mención de «Ciudad Nacional del Deporte» por parte del Gobierno británico y fue candidata a albergar los Juegos Olímpicos de Verano de 1992, resultando electa la ciudad española Barcelona.

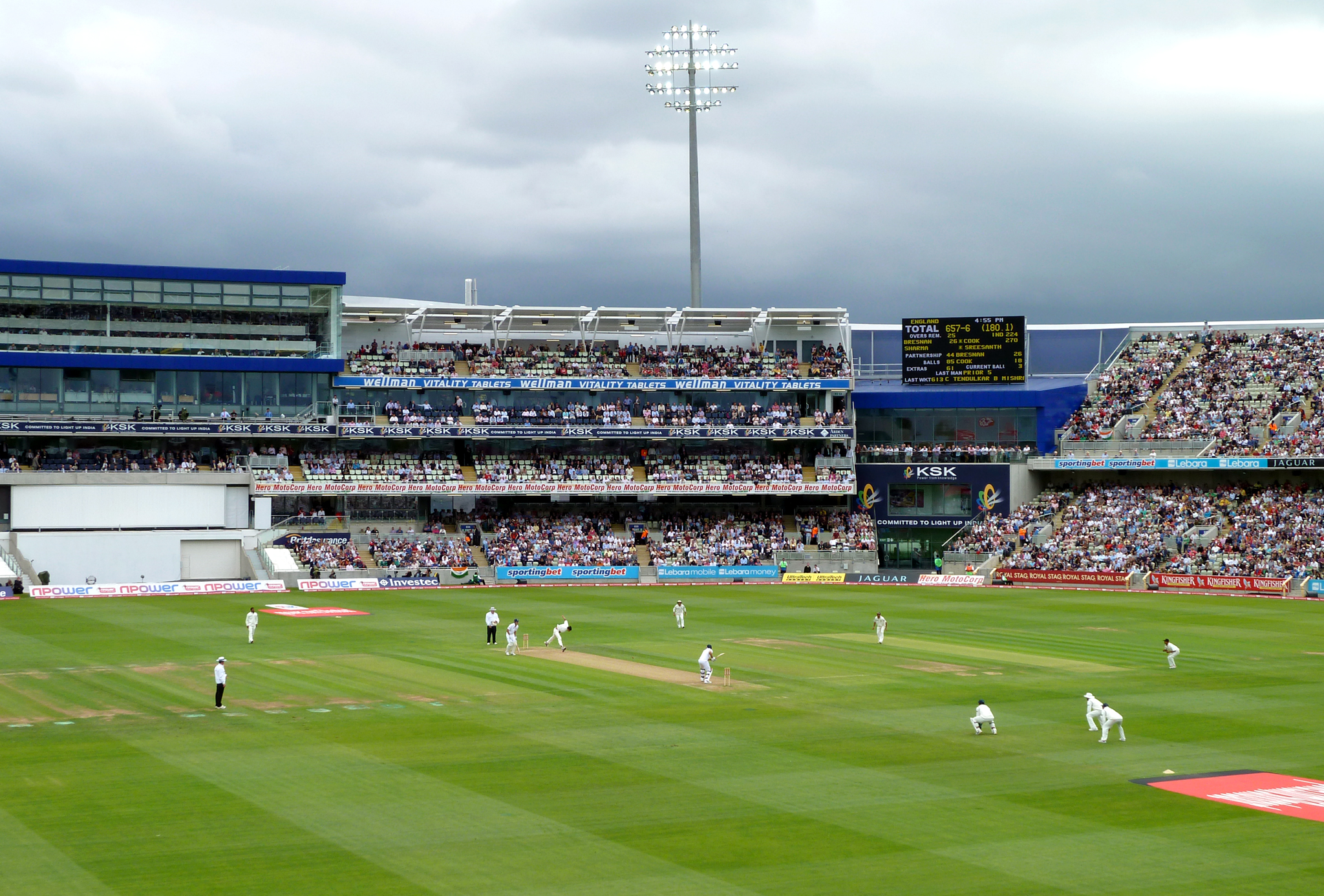
Test cricket en el Edgbaston Cricket Ground.

La ciudad posee dos clubes profesionales de fútbol: el Aston Villa, que juega sus partidos como local en el estadio Villa Park, y el Birmingham City, que se desempeña por su parte en el St. Andrew's Stadium. Fundados en 1874 y 1895 respectivamente, los enfrentamientos entre ambos equipos reciben el nombre de «Second City derby» —traducción: Dérbi de la Segunda Ciudad— o menos frecuente «Dérbi de Birmingham». El Birmingham City disputa actualmente la Football League Championship (2022-23). Entre los logros del Aston Villa se destacan siete campeonatos de liga y una Copa de Europa en 1982.Actualmente juega en la Premier Ligue (2022-2023).
El Warwickshire County Cricket Club fue campeón del County Championship en siete ocasiones y juega sus partidos en el Edgbaston Cricket Ground, un campo con capacidad para 25 000 espectadores. Este recinto también es utilizado para test cricket y encuentros de primera clase. Es el segundo mayor del Reino Unido tras el Lord's Cricket Ground de Londres. Edgbaston fue el escenario donde Brian Lara estableció el récord de mayor número de corridas marcadas en un partido de primera clase con 501 en 1994.
La ciudad posee un club de rugby, el Moseley R.F.C. —que utiliza el estadio Billesley Common— y un segundo club, el Birmingham & Solihull R.F.C. que juega como local en el Damson Park en el municipio vecino de Solihull. Birmingham también cuenta con un club de Rugby League, los Birmingham Bulldogs, que compiten en la Co-operative RLC Midlands Premier League (RLC), una liga de carácter regional para los equipos ubicados en el área de West Midlands. En cuanto al fútbol americano, los Birmingham Bulls es uno de los equipos más antiguos de los que participan en la Ligas Comunitarias de la BAFA.

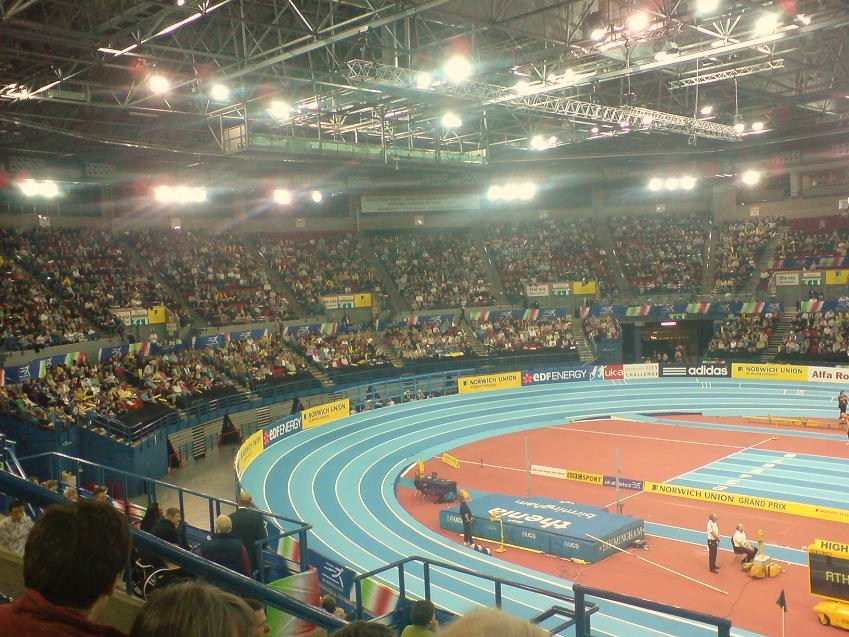
El National Indoor Arena durante una competición de atletismo.

En las afueras de la ciudad se encuentran dos campos de golf. The Belfry —cercano a Sutton Coldfield— es la sede de la Professional Golfers' Association, la entidad que regula el golf en el país. Fue sede de la Ryder Cup en cuatro ocasiones, más que ningún otro campo. El Forest of Arden Hotel and Country Club —cercano al Aeropuerto de Birmingham— acoge regularmente torneos del PGA European Tour, incluyendo el British Masters y el English Open.
El Torneo de Birmingham es, junto con el Campeonato de Wimbledon y el Torneo de Eastbourne, uno de los tres torneos de tenis profesional femenino que se celebran anualmente en el Reino Unido; además, integra el WTA Tour. Se disputa en el Edgbaston Priory Club. Los directivos de este recinto anunciaron en 2010 un millonario plan de remodelación, que incluía la creación de una nueva pista central y un museo histórico del tenis birminghense.
El Alexander Stadium situado en al norte de la ciudad es la sede de UK Athletics, la organización que regula el atletismo del Reino Unido. Es uno de los dos estadios británicos que alberga etapas de la Liga de Diamante, y es el campo del Birchfield Harriers, un club de atletismo entre cuyos miembros se destacan varios atletas que compiten internacionalmente. El National Indoor Arena ha sido sede de varios campeonatos de atletismo en pista cubierta —el Mundial de 2003, el Europeo de 2007 y el Mundial de 2018—, como también lo es anualmente del Birmingham Indoor Grand Prix y de una amplia variedad de eventos deportivos.
A su vez, distintos deportes como boxeo, hockey sobre césped, skateboarding, stock car, carrera de galgos y speedway también se llevan a cabo dentro de la ciudad. Birmingham tuvo un equipo profesional de baloncesto, los Birmingham Panthers pero debido a problemas internos y deportivos, fue disuelto al año siguiente.

### Juegos de la Mancomunidad de 2022
Birmingham fue sede de los Juegos de la Mancomunidad de 2022, que tuvieron lugar entre el 28 de julio y el 8 de agosto de 2022. Esta fue la primera vez que Birmingham fue sede de los Juegos de la Mancomunidad y se llevó a cabo la vigésimo segunda edición de los Juegos de la Commonwealth. El Alexander Stadium, que acogió las ceremonias de apertura y clausura y el atletismo, fue renovado y se aumentó la capacidad a 30 000 asientos. El acontecimiento contribuyó con 1 200 millones de libras esterlinas a la economía del Reino Unido.

## Ciudades hermanas
Birmingham tiene seis ciudades hermanas, a las que el Ayuntamiento de la ciudad se refiere como "ciudades internacionales participantes".
- Chicago, Estados Unidos (desde 1993);
- Fráncfort del Meno, Alemania (desde 1966);[50]
- Johannesburgo, Sudáfrica (desde 1997);
- Leipzig, Alemania (desde 1992);[51]
- Lyon, Francia (desde 1951);[52][53]
- Milán, Italia[54]
- Hurlingham, Argentina (desde 1995);

También hay tratados de amistad entre Birmingham y Guangzhou en China, y entre Birmingham y Mirpur en Azad Kashmir, Pakistán, lugar de donde son originarios 90,000 ciudadanos de la ciudad. Birmingham, Alabama, Estados Unidos, fue bautizada por esta ciudad y comparte con ella una afinidad industrial.